# 6834 Hunfeld
6834 Hunfeld (tên chỉ định: 1993 JH) là một tiểu hành tinh vành đai chính. Nó được phát hiện bởi Yoshisada Shimizu và Takeshi Urata ở Đài thiên văn Nachi-Katsuura ở Nachikatsuura, Wakayama Prefecture, Nhật Bản, ngày 11 tháng 5 năm 1993. Nó được đặt theo tên Jan Hunfeld, a Dutch journalist whose weekly science page in the Meppeler Courant (based ở Meppel) included activities of the Royal Dutch amateur astronomy society.